# Daniel Rogelin

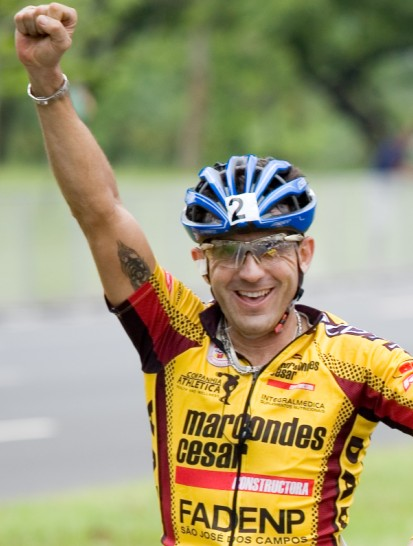
Daniel Rogelin bei der Copa America de Ciclismo 2008

Daniel Valter Rogelin (* 13. Oktober 1972 in Concórdia) ist ein brasilianischer Radrennfahrer.
Daniel Rogelin gewann in den Jahren 1996 und 1999 die Gesamtwertung der Volta Ciclística Internacional de Santa Catarina. 2001 wurde er brasilianischer Meister im Straßenrennen, nachdem er im Vorjahr Zweiter geworden war. Außerdem wurde er 2001 Erster der Gesamtwertung bei der Volta do Rio de Janeiro. In der Saison 2006 gewann Rogelin jeweils zwei Teilstücke bei der Volta Ciclistica Internacional de Santa Catarina und bei der Volta do Litoral Paranaense.
Im Jahr 2002 wurde David Rogelin nach der „Volta do Rio de Janeiro“ wegen des Dopings mit Anabolika für zwei Jahre gesperrt.

## Erfolge
1996
- Gesamtwertung Volta Ciclística Internacional de Santa Catarina

1999
- Gesamtwertung Volta Ciclística Internacional de Santa Catarina

2001
- Brasilianischer Meister – Straßenrennen
- Gesamtwertung Volta do Rio de Janeiro

2006
- zwei Etappen Volta Ciclística Internacional de Santa Catarina

2007
- Mannschaftszeitfahren Volta Ciclística Internacional de Santa Catarina

2009
- Mannschaftszeitfahren Volta do Estado de São Paulo

## Teams
- 2007–2010 Scott-Marcondes Cesar-São José dos Campos

...
- 2013 São Francisco Saúde-Powerade-Botafogo